# Cuna de lobos
 (срп. Колевка вукова) је мексичка теленовела продукцијске куће Телевиса, премијерно приказивана од 1986. до 1987. године.

## Синопсис
Карлос Лариос, власник међународне фармацеутске компаније, говори својој супрузи, Каталини Крил, да зна њену тајну и да ће да је разоткрије. Она је дуго лагала да јој је десно око ископао Хосе Карлос, Карлосов син из првог брака, у жељи да му уништи самопоуздање и отуђи га од оца, да би Алехандро, њен син са Карлосом, напредовао. Како би замаскирала лаж, Каталина носи фластер преко десног ока, али ју је Карлос једном приликом видео без фластера и рекао јој да ће свима рећи истину и да ће га наследити Хосе Карлос, а не Алехандро. Каталина га је зато отровала.
У свом тестаменту, Карлос је навео да ће први од његових синова који добије сина наследити компанију. Алехандрова супруга Вилма не може да има децу, па он заводи и тајно се „жени” другом женом, Леонором, с којом добија сина Едгара. Алехандро и Каталина узимају дете и стављају Леонору у санаторијум. Алехандро се враћа Вилми и они лажу да је дете њихово. У међувремену, Каталина је сместила Хосе Карлоса у затвор.
Годину дана касније, Леонора бежи из санаторијума и жели да се освети Алехандру и Каталини и да врати свог сина. Хосе Карлос излази из затвора и Леонора се удаје за њега, како би ушла у породичну вилу, користећи га јер је заљубљен у њу, али временом се и она заљубљује у њега.

## Улоге
| Глумац              | Улога                        |
| ------------------- | ---------------------------- |
| Марија Рубио        | Каталина Крил                |
| Дијана Брачо        | Леонора Наваро де Лариос     |
| Гонзало Вега        | Хосе Карлос Лариос Крил      |
| Алехандро Камачо    | Алехандро Лариос Крил        |
| Ребека Џоунс        | Вилма де ла Фуенте де Лариос |
| Раул Мераз          | Дон Карлос Лариос            |
| Кармен Монтехо      | Доња Есперанза Мандухано     |
| Роса Марија Бианчи  | Берта Москосо Мишел Албан    |
| Карлос Камара       | Рејналдо Гутиерез            |
| Умберто Елизондо    | Инспектор Норберто Суарез    |
| Лилија Арагон       | Росалија Мендоза             |
| Хосефина Ечанове    | Елвиа Сан Херман             |
| Лоурдес Канале      | Кармен Алисија Масијас Акуња |
| Магда Карина        | Лусеро Еспехел               |
| Маргарита Исабел    | Елена де Сифуентес           |
| Роберто Вандер      | Хулио Сифуентес              |
| Хосе Анхел Еспиноза | Дон Браулио Наваро           |
| Хорхе Феган         | Марио Ескудеро               |
| Една Болкан         | Паулина Педреро Алемпарте    |
| Луис Ривера         | Маурисио Бермудез            |
| Бланка Торес        | Клеотилда де Теран           |
| Рамон Менендез      | Др Франк Синдел              |